# 小行星2170
小行星2170（2170 Byelorussia）是一颗绕太阳运转的小行星，为主小行星带小行星。该小行星于1971年9月16日发现。
該小行星以東歐國家白俄羅斯命名。

## 轨道参数
小行星2170的轨道半长轴为2.4038293 UA，离心率为0.183。